# Tienda de comercio justo

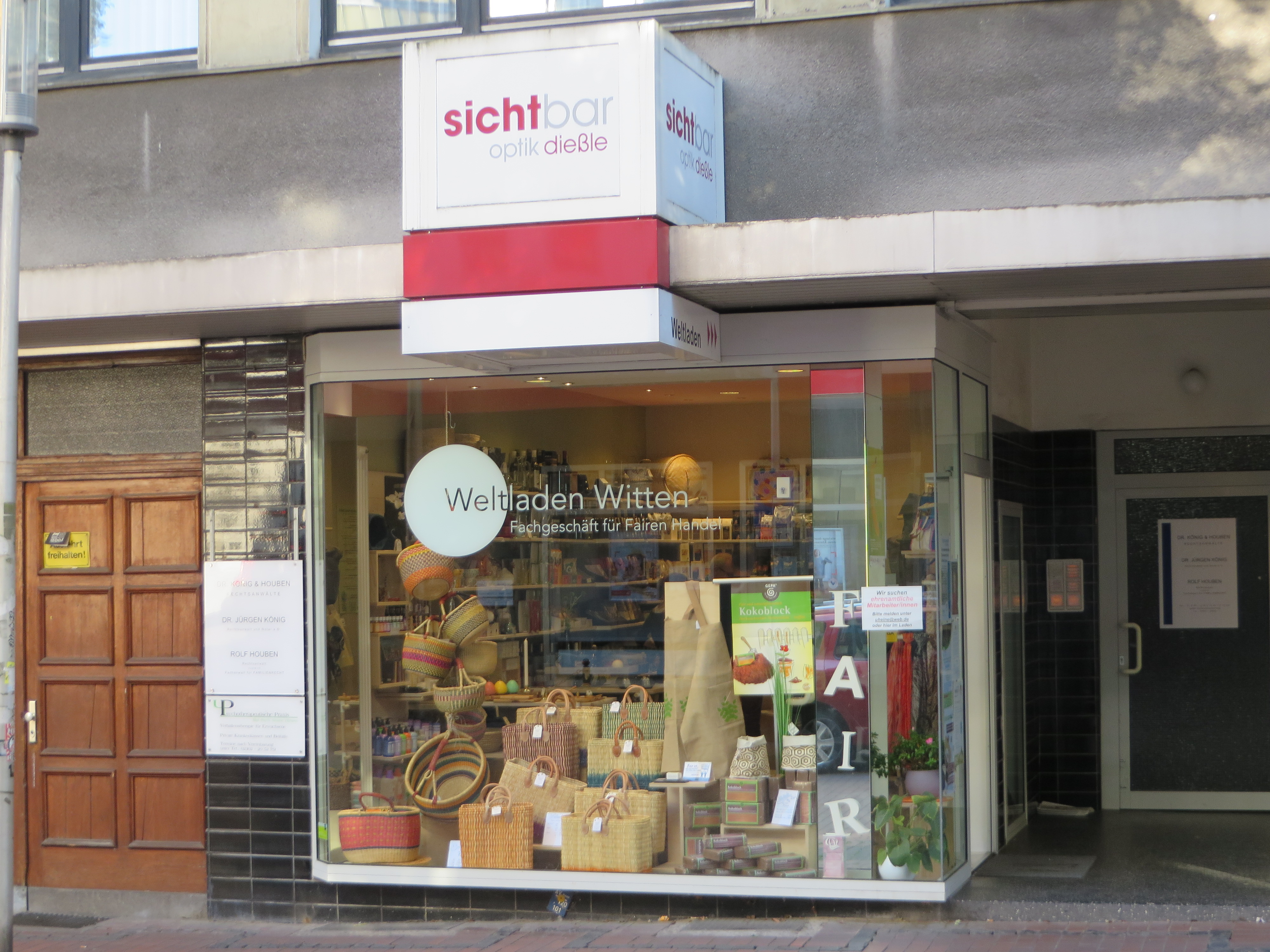
Tienda de comercio justo en Alemania

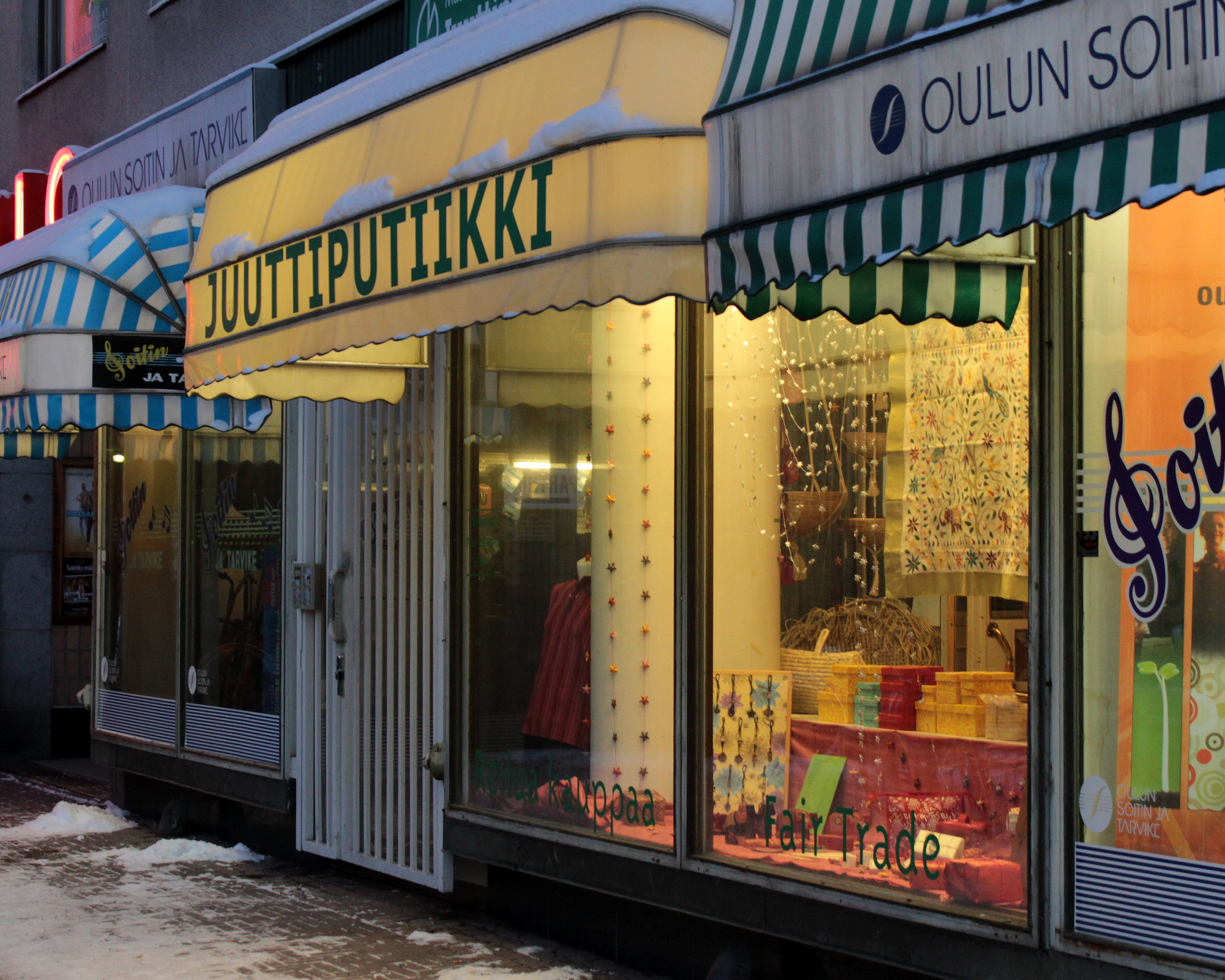
Tienda de comercio justo en Oulu, Finlandia

El comercio justo, tiene por objeto mejorar el acceso al mercado de los productores más desfavorecidos cambiando las reglas vigentes del comercio internacional. Los artículos de comercio justo llegan hasta el consumidor a través de una serie de cadenas de establecimientos comerciales y de tiendas en línea cuya característica es que renuncian voluntariamente a parte de sus márgenes para que le quede un mayor beneficio al productor. Son las llamadas tiendas de comercio justo.

## Características
Las tiendas realizan además una labor de divulgación y sensibilización sobre los principios del comercio justo, poniendo especial énfasis en los beneficios obtenidos por los productores con este tipo de comercio. 
En 1969, abrió la primera tienda de comercio justo en Holanda extendiéndose posteriormente a Alemania, Suiza, Austria, Francia, Italia,  Suecia, Bélgica y Gran Bretaña. En España, la actividad comenzó en 1990 existiendo actualmente 80 tiendas de comercio justo con una superficie total de 1.645 metros cuadrados. La cadena de comercio justo más representativa de España en Intermón Oxfam que inició esta actividad en 1993 contando en la actualidad con 45 tiendas.
Los productos son comprados directamente a organizaciones de productores, eliminando así los gastos de intermediación. Los principales productos que se comercializan en estos establecimientos son:
- Alimentación: café, chocolate, té, cereales, mermeladas de diferentes sabores, mieles, especias, frutos secos, bebidas...
- Artesanía: esculturas, juguetes, productos para el hogar, cosmética
- Pequeños muebles.
- Textil: prendas de vestir, ropa de hogar.
- Complementos: bisutería.
- Papelería: cuadernos, carpetas, bolígrafos, lápices, tarjetas.

La alimentación abarca más de la mitad de las ventas siendo el café el producto estrella.
.